# Mondelēz International
Mondelēz International, Inc. eller blot Mondelēz, er et amerikansk multinationalt selskab med aktiviteter indenfor konfekture, fødevarer, drikkevarer, snacks m.v. med hovedsæde i Chicago i Illinois. Mondelez har en årlig omsætning på ca. 26 milliarder dollars og har aktiviteter i 160 lande.
Selskabet udspringer af Kraft Foods, der blev stiftet i 1923 i Chicago. Den nuværende virksomhed blev etableret i 2012, da Kraft Foods udskilte sine fødevare- og drikkevareaktiviteter til et selvstændigt selskab. Navnet er baseret på det latinske ord "mundus" ("verden") og "delez" en variant af det engelske ord "delicious" ("lækker").
Mondelez International fremstiller chokolade, kager og småkager, kiks, konfekture, tyggegummi og pulverdrikke. Produkterne sælges under en række forskellige varemærker, bl.a. Belvita, Oreo, Ritz, TUC, LU, Milka, Côte d'Or, Toblerone, Cadbury, Freia, Marabou, Fry's, Jell-O, Tang m.fl.

## Økonomi
| År   | Omsætning i mio. US$ | Nettoindkomst i mio. US$ | Aktiver i mio. US$ | Pris/aktie i US$ | Antal medarbejdere |
| ---- | -------------------- | ------------------------ | ------------------ | ---------------- | ------------------ |
| 2005 | 34,113               | 2,632                    | 57,628             | 14.42            | 94,000             |
| 2006 | 33,256               | 3,060                    | 55,574             | 15.24            | 90,000             |
| 2007 | 35,858               | 2,721                    | 67,993             | 16.33            | 103,000            |
| 2008 | 40,492               | 2,884                    | 63,173             | 15.28            | 98,000             |
| 2009 | 38,754               | 3,021                    | 66,714             | 13.68            | 97,000             |
| 2010 | 31,489               | 4,114                    | 95,289             | 16.43            | 127,000            |
| 2011 | 35,810               | 3,554                    | 93,837             | 19.21            | 126,000            |
| 2012 | 35,015               | 3,067                    | 75,477             | 23.06            | 110,000            |
| 2013 | 35,299               | 3,915                    | 72,515             | 28.09            | 107,000            |
| 2014 | 34,244               | 2,184                    | 66,771             | 33.41            | 104,000            |
| 2015 | 29,636               | 7,267                    | 62,843             | 38.64            | 99,000             |
| 2016 | 25,923               | 1,659                    | 61,538             | 41.15            | 90,000             |
| 2017 | 25,896               | 2,922                    | 63,109             | 42.46            | 83,000             |
| 2018 | 25,938               | 3,381                    | 62,729             | 42.21            | 80,000             |
| 2019 | 25,868               | 3,870                    | 64,549             | 51.57            | 80,000             |
| 2020 | 26,581               | 3,555                    | 67,810             | 58.47            | 79,000             |
| 2021 | 28,720               | 4,300                    | 67,092             | 66.31            | 79,000             |

## Kontroverser

### Kritik af russiske aktiviteter under den russisk-ukrainske krig
Mondelēz har fået kritik for ikke at trække sig ud af Rusland under den russisk-ukrainske krig. Ifølge siden leave-russia.org, har Mondelēz' underenhed tre fabrikker i Rusland og fortsætter med at sælge produkter i landet. Mondelēz er af Ukraines nationale agentur for korruptionsforebyggelse (NACP) klassificeret som international krigsstøtte.

### Konkurrencehæmmende praksis
I maj 2024 tildelte Europa-Kommissionen Mondelēz en bøde på €337,5 millioner for konkurrencehæmmende praksis og for misbrug af dominerende markedsposition for at have blokeret salg af chokolade-, kage- og kaffeprodukter på tværs af EU-lande.

## References
1. ↑  Navnet er anført på bokmål og stammer fra Wikidata hvor navnet endnu ikke findes på dansk.
2. ↑  De La Merced, Michael J. (21. marts 2012). "Kraft, 'Mondelez' and the Art of Corporate Rebranding". The New York Times. Arkiveret fra originalen den 30. januar 2013. Hentet 28. januar 2021.{{cite news}}:  CS1-vedligeholdelse: Uegnet url (link)
3. ↑  "About Us". Mondelēz International, Inc. Arkiveret fra originalen 15. januar 2021. Hentet 9. december 2020.
4. ↑  "Corporate fact sheet – 2018" (PDF). Arkiveret fra originalen (PDF) 7. maj 2021. Hentet 8. maj 2021.
5. ↑  Storm, Stephanie (23. maj 2012). "Mondelez Is New Name for Kraft's Snack Foods Company". NYTimes.com. California. Hentet 25. august 2015.
6. ↑  "Kraft Foods Proposes Mondelēz International, Inc. As New Name For Global Snacks Company". Nasdaq OMX. Arkiveret fra originalen 14. januar 2016. Hentet 22. november 2012.
7. ↑  Chernev, Alexander (22. marts 2012). "What's in a Name? Krafting the Mondelez Brand". Bloomberg. Arkiveret fra originalen 25. maj 2016. Hentet 28. januar 2021.
8. ↑  "Our Brands". Mondelēz International, Inc. (engelsk). Arkiveret fra originalen 3. januar 2021. Hentet 9. december 2020.
9. ↑  "Annual Reports". Mondelēz International, Inc. (engelsk). Arkiveret fra originalen 11. juni 2023. Hentet 23. december 2020.
10. ↑  Leave-russia.org (30. maj 2024) "Mondelez is Doing Business in Russia as Usual"
11. ↑  Ukranian National Agency on Corruption Prevention (30. maj 2024). "The NACP included the manufacturer "Barney the Bear" in the list of international sponsors of the war".
12. ↑  AP News (23. maj 2024). "EU Commission fines Oreo Maker Mondelez 337.5 million euros for blocking cross-border sales" Hentet 30. maj 2024.